# Gadopsis marmoratus
Gadopsis marmoratus är en fiskart som beskrevs av Richardson, 1848. Gadopsis marmoratus ingår i släktet Gadopsis och familjen Percichthyidae. Inga underarter finns listade i Catalogue of Life.